# Nyckelretning
Nyckelretningar är specifika stimuli som utlöser medfödda beteendereaktioner hos djur. Beteendet som utlöses av detta stimulus (retning) är inte på något sätt beroende av inlärning utan en instinktshandling. 
Ett exempel på en nyckelretning är den påverkan som trutars röda prick på undersidan av näbben har på fågelungarna: när de ser pricken är det en nyckelretning för att de ska picka på den. Att ungarna pickar på pricken är i sin tur en nyckelretning för att den vuxna truten ska tömma krävan på den föda som den hämtat så att avkomman kan äta den. 
Som hos människobarn har många djurungar ofta ett runt ansikte och stora ögon. Den runda profilen är en nyckelretning som lockar fram beskyddarinstinkten hos föräldrarna.